# أسبوع ميلانو للموضة
أسبوع الموضة في ميلانو (بالإيطاليَّة: Settimana della moda) هو معرض تجاري للملابس يعقد كل سنة في ميلانو بإيطاليا. يقام حدث الخريف / الشتاء في شهر فبراير ومارس من كل عام، بينما يقام حدث الصيف/الربيع في سبتمبر وأكتوبر من كل عام، يعرض العديد من المصممين تصاميم جديدة ومجموعات جديدة. يُعد أسبوع الموضة في ميلانو أحد أسابيع الموضة العالمية الأربعة الكبرى، إلى جانب نيويورك وباريس ولندن..

## روابط خارجية
- Milan Fashion Week Official Site
- Milan Fashion Week Womenswear
- Milan Fashion Week Menswear